# Trees Colruyt
Trees Colruyt (Halle, 1940 – 1999) was een multidisciplinaire Belgische kunstenares en historica. 

## Leven en werk
Trees Colruyt was afkomstig van Halle bij Brussel uit een kunstenaarsgezin (vader Camille Colruyt beeldhouwer en edelsmid, broer Gustaaf Colruyt beeldhouwer, oom Jozef kunstschilder). Haar moeder, Lily Scheidweiler uit Brühl bij Keulen – zelf een verdienstelijke tekenares – met familie in Italië en Luxemburg, verbreedde haar artistieke smaak en haar kijk op de wereld.
Colruyt wou aanvankelijk graag kunstacademie volgen maar koos eerst voor een academische opleiding moderne geschiedenis. Dat heeft haar werk als kunstenares in belangrijke mate beïnvloed. Aan de universiteit maakte ze een uitgebreide studie en een vertaling van een middeleeuws Latijns tractaat: “Twistgesprek tussen schaap en vlas” (De confictu ovis et lini) van scholasticus Winric van Trier, een leerdicht over de politieke en maatschappelijke context rond de Investituurstrijd tussen paus en keizer met een interessante kijk op de elfde-eeuwse wol- en vlascultuur en de mode van die tijd. Voor haar was dat een eerste stap naar de kennis van materiële en immateriële cultuur- en kunstgeschiedenis.
In 1965 liep ze stage in Duitsland in het atelier voor wandtapijtkunst van Lisel Lechner in Augsburg. Later volgde ze tekenles bij haar oom in de kunstacademie van Halle en studeerde keramiek bij Marcel Mazy in de Koninklijke Academie voor Schone Kunsten van Antwerpen. Zelf onderwees ze een tijdlang esthetica in het middelbaar onderwijs en kostuumgeschiedenis aan het Koninklijk Conservatorium in Antwerpen.
Ze was werkzaam in vele kunstvormen. Omdat ze ambidexter was beheerste ze veel vaardigheden, technieken en stijlen, die ze toepaste in verschillende disciplines: ontwerpen, tekenen en schilderen op papier, textielwerk (geweven en geborduurde wandtapijten), creaties in gedreven koperplaat (voor het atelier van haar vader), scenografie en kostuumontwerp (in theater, televisie en film). Als vingeroefening tekende ze eind jaren zestig een modelijn met jerseyjurken voor een industrieel breiwerkatelier.
Later maakte ze vooral veelkleurige terracottabeelden volgens een methode ontleend aan oorspronkelijke pottenbakkers (zonder draaischijf, zoals bij precolumbiaanse figuren). Geen volle geboetseerde volumes, maar holle, in dunne kleiwanden opgezette sculpturen. Volgens haar beschrijving “veroorzaakt die techniek vervormingen door inklinken en krimpen van de klei bij het drogen, wat je van meet af aan moet incalculeren met het oog op het beoogde, maar onzekere eindresultaat”. Daarbij was ze naar eigen zeggen “gefascineerd door de min of meer realistische uitbeelding van de mens tot in extreme vormen als pop art.” Nog een kenmerkend citaat van haar:
Als een koorddanser balanceren op de smalle lijn tussen kitsch en waarachtige expressie is een riskante maar beklijvende uitdaging”.
Naast haar werk als kunstenares en ontwerpster was Trees Colruyt vanaf 1990 nauw betrokken bij vluchtelingenwerk in België. Ze deed zelf aan pleegzorg en hielp als vrijwilliger bij Amnesty International talloze vluchtelingen bij hun asielprocedure. Ze schreef ook haar bevindingen neer over het waarheidsgehalte van meer dan honderd door haar genoteerde vluchtverhalen, later gebundeld in het tijdschrift Streven.
Trees Colruyt was gehuwd met journalist Herman De Prins. Ze had een zoon, Thomas De Prins, muzikant en componist. 

## Ontwerpen en producties (selectie)
- Van 1967 tot 1976, monumentale reeks van 16 wandtapijten voor de Sint-Trudokerk in Meerhout (deel van een project van het atelier Camille Colruyt voor herstelling van de oorlogsschade bij de Duitse inval in 1940). Een experiment met handgeweven en geborduurde taferelen, zowel in gestileerde als realistische vormgeving met gekleurd borduurwerk dat ook aan mozaïek doet denken.
- Ontwerp van een baldakijn boven de archeologische resten van de grot waar volgens de christelijke traditie de Boodschap aan Maria plaatsvond (Annunciatiebasiliek van Nazareth in Israël, ingewijd door paus Paulus VI in 1964).
- 1979-1980, ontwerp van theaterkostuums voor de Koninklijke Nederlandse Schouwburg Antwerpen : ”Driestuiversopera” (Bertold Brecht), “Colas Breugnon” (Pavel Kohout), “Tijl” (Grigory Gorin) (openingsvoorstelling nieuwe stadsschouwburg), in samenwerking met regisseur Walter Tillemans.[6]
- Diverse decor- en kostuumontwerpen voor Raamtheater en Fakkeltheater in Antwerpen.[6]
- 1980-1981, decor en kostuums voor televisie-adaptatie van middeleeuws abelspel “Gloriant” voor BRT-televisie, regie Dora van der Groen.
- 1984, decoratie en kostumering van de film “De Leeuw van Vlaanderen” (Kunst en Kino) scenario en regie van Hugo Claus.
- Kostuumadvies televisiefilm “Zonderlinge Zielen”, scenario René Verheezen, regie Jean-Pierre De Decker (Prijs van de pers 1988).
- Kleurige terracottabeelden vervaardigd in eigen atelier en onder meer tentoongesteld in Holland Art Fair Den Haag (1998) en EuroArt Barcelona (1998).

- Digitale Bibliotheek voor de Nederlandse Letteren: colr002